# Helena Gualinga

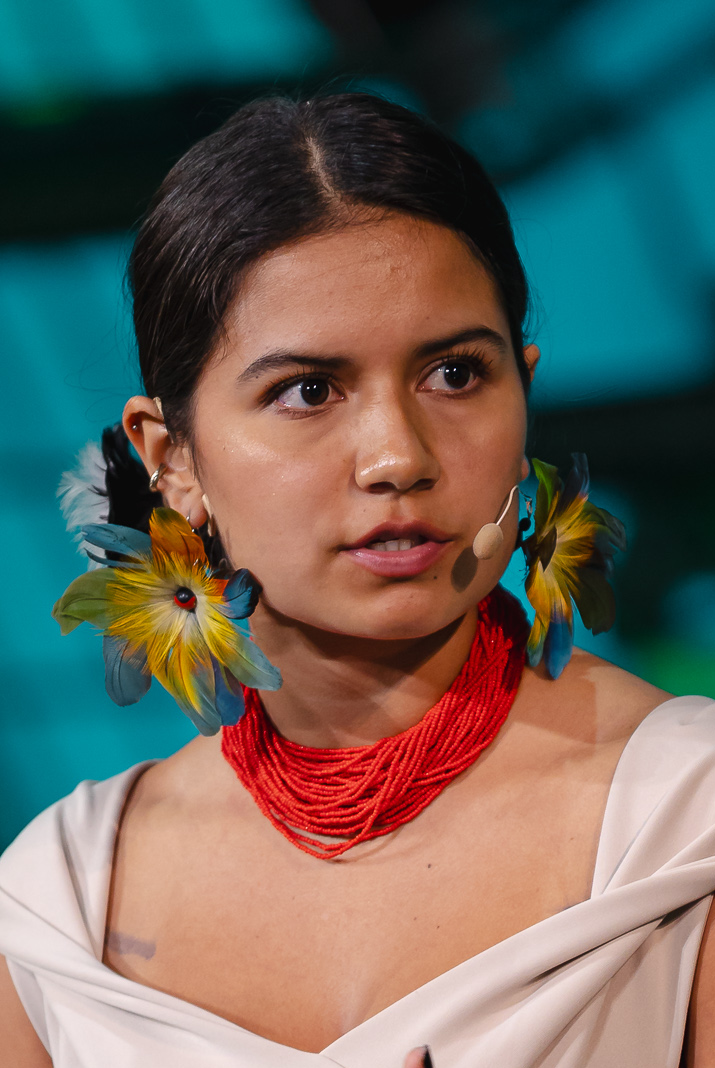
Helena Gualinga, 2024

Sumak Helena Sirén Gualinga (geb. 27. Februar 2002 in Sarayacu) ist eine indigene ecuadorianische Klimaschutz- und Menschenrechtsaktivistin. Sie kämpft für die Rechte der indigenen Einwohner des Amazonas und für den Erhalt des Regenwalds.

## Herkunftsfamilie und Kindheit
Helena Gualinga wuchs in Schweden, Finnland und in der Kichwa-Gemeinschaft von Sarayacu im ecuadorianischen Amazonasgebiet auf. Ihre indigene Mutter, Noemí Gualinga, war die Vorsitzende des Sarayakuer Frauenvereins „Auf dem Goldenen Weg“ (Asociación de Mujeres Sarayaku „Kuriñampi“). Die Eltern lernten sich 1990 in Puyo kennen, als ihr Vater, Anders Sirén, Professor für Geografie und Geologie an der Universität Turku, zu Forschungszwecken in die Provinz Pastaza von Ecuador kam. 1991 heiratete das Paar in der schwedischen Universitätsstadt Uppsala und hatte in den folgenden Jahren vier Kinder: zunächst Helenas Schwester Nina Gualinga, dann Helena Gualinga und schließlich ihre Brüder Emil und Inayu Sirén (nach schwedischem Namensrecht mit einem – die Töchter mit dem der Mutter und die Söhne mit dem des Vaters – und nach ecuadorianischem Recht mit zwei Familiennamen). 2017 zog die Familie nach Ecuador. Die vier Kinder wuchsen mit Kichwa als Muttersprache und darüber hinaus mit Spanisch und Schwedisch auf, also den Landessprachen Ecuadors und Schwedens. Helena und ihre Geschwister lernten zudem Englisch. Dies sollte ihr später ermöglichen, auch über Ecuador hinaus auf die Probleme ihrer Heimat aufmerksam zu machen. Einige Zeit lebte die Familie in der mehrheitlich schwedischsprachigen Gemeinde Pargas/Parainen in Südwestfinnland, und Helena sprach Schwedisch besser als Finnisch. Helena Gualinga erlebte bereits als Kind den Kampf ihrer Gemeinde gegen Ölfirmen, die seit Ende der 1980er Jahre auf der Suche nach Ölquellen ohne Erlaubnis in das Territorium der Indigenen im Amazonasgebiet eindringen. Ihren Schulabschluss machte sie 2020 an der Kathedralschule Turku (Turun Katedraalikoulu) in Finnland. Ihre ältere Schwester Nina (* 1993) setzt sich ebenfalls für Umweltbelange ein.

## Wirken
Ihr Aktivismus begann im Jahr 2012, als der Kampf um den Schutz des Regenwalds zu einem Rechtsstreit wurde. Die Sarakayu-Gemeinde verklagte die ecuadorianische Regierung vor dem Interamerikanischen Gerichtshof für Menschenrechte in Costa Rica und bekam Recht. Helena Gualinga ist die jüngste Sprecherin ihres Dorfes. Sie setzt sich für den Klimaschutz und gegen die Ausbeutung des Regenwaldes ein. Ihre Heimat im Amazonas-Regenwald ist einerseits von den Auswirkungen der globalen Erwärmung und vermehrten Überflutungen, andererseits von Ölbohrungen großer Unternehmen und der dafür nötigen Abholzung des Regenwaldes akut bedroht. 2018 initiierte sie gemeinsam mit anderen Frauen aus ihrer Gemeinde eine Deklaration, die „Kawsak Sacha or Living Forest Declaration“, um Aufmerksamkeit für die Einführung einer neuen Rechtskategorie für den permanenten Schutz indigenen Landes zu gewinnen.
Auf der UN-Klimakonferenz in Madrid 2019 nahm sie mit anderen Vertretern indigener Völker und Nationalitäten an einer Podiumsdiskussion teil. In ihrer Rede verurteilte sie, dass Regierungen Gebiete indigener Völker und Nationalitäten an die Rohstoffindustrie übergeben, „die den Klimawandel verursacht“. Sie drückte auch ihre Enttäuschung über das mangelnde Interesse der Staats- und Regierungschefs aus, Themen zu diskutieren, die von indigenen Völkern auf der Konferenz eingebracht wurden. In Folge der Klimakonferenz war Gualinga im Januar 2020 Mitbegründerin des globalen Bündnisses junger Aktivisten „Polluters Out“ mit den Forderungen: den Einfluss und die Finanzierung der fossilen Brennstoffindustrie zu beenden, die Aufnahme indigener Rechte in das Übereinkommen von Paris und die Erhöhung der Transparenz über die Einflussbereiche der Brennstoffindustrie.
Ihren Kampf gegen die Klimakrise begründete sie einmal wie folgt: „Ich hatte wirklich Angst davor, was mit meiner Gemeinschaft passieren würde, vor allem, weil ich auch teilweise in Europa aufgewachsen bin. Also wusste ich nicht, ob ich wieder nach Hause zurückkehren würde und das einzige, was ich dort finden würde, wäre Zerstörung.“

## Dokumentarfilme
- Génération Greta, Porträts von acht Aktivistinnen weltweit, darunter Helena Gualinga. Regie: Johan Boulanger und Simon Kessler, Frankreich 2020 (54 Minuten)[14]
- Helena de Sarayaku, Regie: Eriberto Gualinga. ECU/USA/FIN 2021 (70 Minuten)[15]